# Таджикистан на зимних Олимпийских играх 2002
Таджикистан принимал участие в Зимних Олимпийских играх 2002 года в Солт-Лейк-Сити (США) в первый раз за свою историю, но не завоевал ни одной медали. Сборную страны представил единственный спортсмен — горнолыжник Андрей Дрыгин, для которого эта Олимпиада стала первой из трёх в карьере. Знаменосцем сборной на церемонии открытия выступил глава НОК Таджикистана Гафар Мирзоев.

## Результаты

### Горнолыжный спорт
Мужчины
| Спортсмен     | Дисциплина        | 1-й спуск | 1-й спуск | 2-й спуск | 2-й спуск | Итог  | Итог       | Итог  |
| Спортсмен     | Дисциплина        | Время     | Место     | Время     | Место     | Время | Отставание | Место |
| ------------- | ----------------- | --------- | --------- | --------- | --------- | ----- | ---------- | ----- |
| Андрей Дрыгин | Супергигант       | —         | —         | —         | —         | DNF   | DNF        | DNF   |
| Андрей Дрыгин | Гигантский слалом | 1:22.01   | 68        | DNF       | —         | DNF   | DNF        | DNF   |